# Бой при Уиллоу-Грейндж
Бой при Уиллоу-Грейндж (англ. Willow Grange) — одно из первых боевых столкновений во время Второй англо-бурской войны, произошедшее 23 ноября 1899 года возле ж/д станции Уиллоу-Грейндж южнее Эсткорта. Несмотря на тактический успех бурские войска были вынуждены отказаться от наступления на юг Наталя и отошли на позиции у реки Тугела.

## Перед боем
После начала осады Ледисмита буры развернули свой левый фланг и атаковали Коленсо, в двадцати километрах к югу. Британцы отступили на сорок четыре километра южнее и сосредоточились в Эсткорте, оставив в руках врага крайне важный железнодорожный мост в Коленсо.
Буры, воодушевленные успехом и отступлением англичан, решили двинуться на Питермарицбург. Их план состоял в том, чтобы провести демонстрацию против Эсткорта, в то время как около 1000 человек Давида Жубера прошли бы восточнее через Винен, а основные силы под командованием генерала Луиса Боты прошли бы западнее через ферму Улунди. Эти силы должны были собраться в Хайлендсе, к северу от реки Муи, и изолировать Эсткорт, перерезав гужевую и железную дороги.
К этому времени британский гарнизон получил значительное подкрепление. 18 ноября или раньше прибыл генерал Генри Хилдьярд со своим штабом и три пехотных полка.
17 ноября Давид Жубер без сопротивления занял Винен и двинулся южнее. 18 ноября бурские патрули подошли к Эсткорту с севера вдоль железнодорожной линии примерно на 8000 ярдов от города. К 21 ноября буры заняли все высоты от хребта Бринбеллы до Хайлендса и восточнее, тем самым окружив Эсткорт, и стали обстреливать позиции англичан на реке Муи, что к югу от Эсткорта. Таким образом войска вторжения, численностью не более нескольких тысяч человек, но мобильные, окружили более многочисленную, но менее мобильную армию в Эсткорте и позади нее наносили удар по линиям коммуникации.
Пару дней британцами обсуждался вопрос дальнейшего отступления, однако генерал Хилдьярд решил не только удерживать позиции, но и нанести удар на юг от Эсткорта по бурам на Бринбелле путем внезапной ночной атаки.

## Бой
Во второй половине дня 22 ноября британская колонна двинулась к станции Уиллоу-Грейндж, лежащей у подножия хребта Бринбелла. Разразилась сильная гроза, сопровождавшаяся градом, видимость была нулевой. В результате некоторые части, оказавшись вечером на склоне Бикон-Хилла, в трех милях от Бринбеллы, разоблачили свое присутствие. Буры открыли огонь из своего дальнобойного орудия. Британское морское орудие, которое с большим трудом доставили на Бикон-Хилл, ответило, тем самым дав понять бурам, что замышляется что-то серьезное.
Незадолго до полуночи полковник Ф. В. Китченер возглавил атаку двух полков. Западный Йоркширский полк двигался по левой стороне, а Восточный Суррейский — по правой стороне каменной стены, которая вела от Бикон-Хилла к северо-восточному краю Бринбеллы. Кромешная тьма привела к тому, что они приняли друг друга за врага и открыли огонь, что предупредило спящих буров.
Утро застало йоркширцев занимающими самую высокую часть хребта, а остальные силы — за каменной стеной. Буры, слегка подкрепленные, находились на хребте примерно в 1500 ярдах впереди. Отсюда, возглавляемые лично генералом Луи Ботой, они стали постепенно продвигаться против йоркширцев. По Западному Йоркширскому был открыт шквальный огонь из двух полевых орудий и пом-пома, и батальон быстро укрылся за каменной стеной. Британское морское орудие на Бикон-Хилл не могло достать противника, а полевая батарея осталась позади.
Оказавшись без поддержки артиллерии и других частей, полковник Китченер около 9 часов утра приказал пехоте отступить. Хилдьярд, прибывший с опозданием с двумя полками, признал отступление целесообразным. Отход прикрывали всадники и эскадрон Имперской легкой кавалерии. Это было достигнуто не без труда, так как буры вели сильный огонь, передвигая свои орудия вперед, чтобы обстреливать британскую пехоту.
Генерал Хилдьярд намеревался постоянно удерживать Бикон-Хилл, но находившееся там корабельное орудие проиграло контрбатарейную борьбу бурским пушкам, и его с трудом пришлось стаскивать с холма. Когда орудие было эвакуировано, Бикон-Хилл покинула пехота. К 16:00 последние британские солдаты вернулись в Эсткорт.

## Результаты

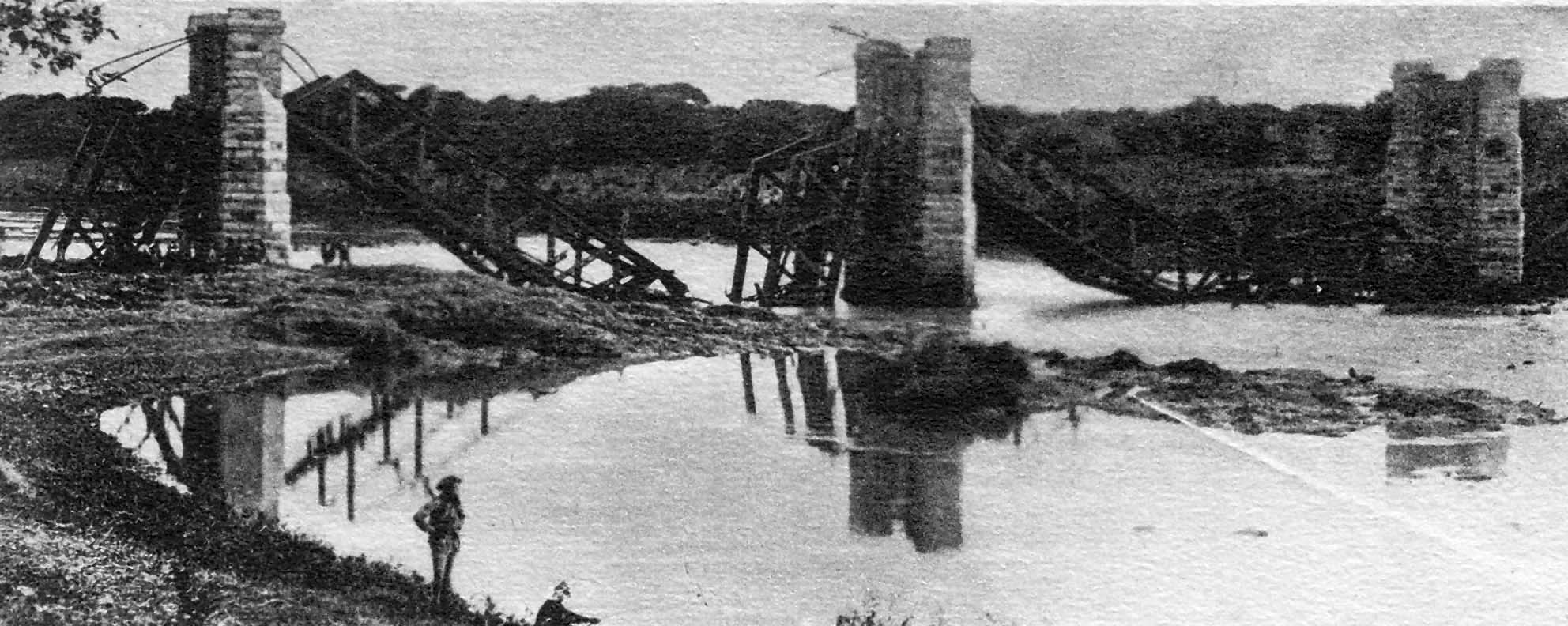
Ж/д мост через Тугелу, взорванный бурами при отступлении

Британские потери составили одиннадцать человек убитыми и шестьдесят семь ранеными, 9 человек были взяты в плен.
Имея у себя в тылу более многочисленный, чем его войска, гарнизон англичан в Эсткорте и с фронта прибывающие на реку Муи британские подкрепления, Луис Бота, перенявший командование от травмированного и покинувшего театр боевых действий Петруса Жубера, решил не рисковать и приказал бурам отступать.
25 ноября началось отступление. За исключением небольшого отряда, шедшего через Улунди, основные силы двинулись через Винен. Отступая, они разрушили двухпролетный мост через реку Блааукранц в Фрере и важный железнодорожный мост через Тугелу в Коленсо. Бурское наступление на Наталь закончилось.